# Carlo Tullio-Altan
Carlo Tullio-Altan (San Vito al Tagliamento, 30 marzo 1916 – Palmanova, 15 febbraio 2005) è stato un antropologo, sociologo e filosofo italiano.

## Biografia e carriera
Nato da un'antica famiglia friulana di San Vito al Tagliamento, Carlo Tullio-Altan è stato uno dei massimi esperti di antropologia culturale in Italia, oltre che filosofo, sociologo e intellettuale.
Destinato dalla famiglia alla carriera diplomatica, dopo gli studi liceali a Udine si laurea nel 1940 in giurisprudenza a La Sapienza di Roma con una tesi in diritto internazionale.
Inviato in Albania durante la seconda guerra mondiale, partecipa successivamente alla Resistenza, militando nel Partito d'Azione.
Dopo le vicende belliche, conosce Benedetto Croce grazie a cui fa il suo ingresso nel panorama culturale italiano.
L'incontro con Croce, avvicina il suo pensiero all'idealismo crociano ed allo spiritualismo etico, come testimoniano le sue prime opere di questo periodo. Trascorre quindi, a partire dai primi anni '50, dei periodi di studio e di ricerca a Vienna, Parigi e Londra, dove si accosta pure all'antropologia e all'etnologia.
Dal 1953, grazie all'influsso di Ernesto De Martino, di Remo Cantoni (di cui sarà anche assistente volontario, a partire dal 1958) e di Tullio Tentori, si dedica all'antropologia, secondo un approccio che non si basi esclusivamente sulla ricerca sul campo e l'etnografia ma che faccia soprattutto ricorso al pensiero filosofico, alla storia delle religioni, all'epistemologia, alla sociologia, alla psicologia. Inoltre, influenzato pure dall'opera di Bronisław Malinowski, si oppone allo strutturalismo, aderendo successivamente al funzionalismo nonché a un marxismo mediato dalla scuola francese degli Annales.
Conseguita la libera docenza in antropologia, nel 1961 gli viene assegnato, per la prima volta in Italia, l'incarico di insegnamento di Antropologia culturale alla Facoltà di Lettere e Filosofia dell'Università di Pavia, successivamente ricoperto alla Facoltà di Sociologia dell'Università di Trento. Poi, come ordinario della stessa disciplina, ha lavorato alla Facoltà di Scienze Politiche "Cesare Alfieri" dell'Università di Firenze e, dal 1978 fino al collocamento a riposo (nel 1991), nella Facoltà di Lettere e Filosofia dell'Università di Trieste, della quale è stato poi nominato professore emerito.
Nel 1987, organizza a Roma, insieme ai maggiori antropologi italiani di allora, il primo "Convegno nazionale di antropologia delle società complesse", che, negli anni, verrà riorganizzato più volte.
Negli ultimi anni, ha vissuto tra Milano e un'antica casa rurale tra Aquileia e Grado, la stessa dove lavora il figlio Francesco Tullio-Altan.
Sulla base della sua iniziale formazione universitaria in discipline storico-giuridiche nonché della sua vasta conoscenza filosofica e culturale, dopo una prima fase di originali ricerche sulla fenomenologia religiosa ed il simbolismo, volge la sua attenzione verso i metodi antropologici applicati all'analisi sociologica, quindi si dedica allo studio dei comportamenti e dei valori della gioventù italiana negli anni '60-'70, che lo hanno poi condotto ad approfondire, da una prospettiva storico-culturale e con una visione alquanto critica, la dimensione identitaria degli italiani.
Altan ha poi cercato di far capire sia all'opinione pubblica che ai politici italiani l'importanza e la necessità di dare al loro paese una "religione civile". In questo progetto, vanno inserite alcune fra le sue opere più recenti come La coscienza civile degli italiani e il manuale di Educazione civica.
L'ultimo periodo della sua attività di ricerca, lo dedicò allo studio delle basilari componenti simboliche dell'identità etnica, concentrandosi, a tale scopo, sulla categoria dell'ethnos, individuandone ed analizzandone le sue cinque principali componenti, ovvero l'"epos" (cioè, la memoria storica collettiva), l'"ethos" (cioè, la sacralizzazione delle norme e delle regole in valori), il "logos" (cioè, il linguaggio interpersonale), il "genos" (cioè, l'idea di una comune discendenza) ed il "topos" (cioè, il simbolo di una identità collettiva comunitaria stanziata su un dato territorio), allo scopo di trovare una possibile soluzione razionale, dal punto di vista dell'antropologia, ai conflitti tra i vari etnocentrismi.

## Opere

### Saggi
- La filosofia come sintesi esplicativa della storia. Spunti critici sul pensiero di B. Croce e lineamenti di una concezione moderna dell'Umanesimo, Parte 1, Longo & Zoppelli, Treviso, 1943.
- Pensiero d'Umanità. Sommario breve d'una moderna concezione speculativa dell'Umanesimo, D. Del Bianco e Fratelli, Udine, 1949.
- Parmenide in Eraclito, o della personalità individuale come assoluto nello storicismo moderno, Udine, 1951.
- Lo spirito religioso del mondo primitivo, Il Saggiatore, Milano, 1960.
- Proposte per una ricerca antropologico-culturale sui problemi della gioventù, Società editrice il Mulino, Bologna, 1966.
- Antropologia funzionale, Bompiani, Milano, 1968.
- La sagra degli ossessi: il patrimonio delle tradizioni popolari italiane nella società settentrionale, Sansoni, Firenze, 1972.
- Personalità giovanile e rapporto interpersonale, ISVET, Roma, 1972.
- Le origini storiche della scienza delle tradizioni popolari, Sansoni, Firenze, 1972.
- Atteggiamenti politici e sociali dei giovani in Italia, Società editrice il Mulino, Bologna, 1973.
- I valori difficili. Inchiesta sulle tendenze ideologiche e politiche dei giovani in Italia, Bompiani, Milano, 1974.
- Comunismo e società (con Eridano Bazzarelli), Società editrice il Mulino, Bologna, 1976.
- Valori, classi sociali, scelte politiche. Indagine sulla gioventù degli anni settanta (con Alberto Marradi e con la collaborazione di Roberto Cartocci), Bompiani, Milano, 1976.
- Manuale di antropologia culturale. Storia e metodo, Bompiani, Milano, 1979.
- Modi di produzione e lotta di classe in Italia (con Roberto Cartocci), Arnoldo Mondadori Editore-Isedi, Milano, 1979.
- Tradizione e modernizzazione: proposte per un programma di ricerca sulla realtà del Friuli, Editrice cooperativa Il Campo, Udine, 1981.
- Antropologia. Storia e problemi, Feltrinelli, Milano, 1983.
- La nostra Italia: arretratezza socioculturale, clientelismo, trasformismo e ribellismo dall'Unità ad oggi, Feltrinelli, Milano, 1986.
- Populismo e trasformismo. Saggio sulle ideologie politiche italiane, Feltrinelli, Milano, 1989.
- Per una storia dell'Italia arretrata, Le Monnier, Firenze, 1987.
- Una modernizzazione difficile. Aspetti critici della società italiana (curata con Riccardo Scartezzini), Liguori Editore, Napoli, 1992.
- Soggetto, simbolo e valore. Per un'ermeneutica antropologica, Feltrinelli, Milano, 1992.
- Un processo di pensiero, Lanfranchi, Milano, 1992.
- Ethnos e Civiltà. Identità etniche e valori democratici, Feltrinelli, Milano, 1995.
- Italia: una nazione senza religione civile. Le ragioni di una democrazia incompiuta, IEVF-Istituto editoriale veneto friulano, Udine, 1995.
- La coscienza civile degli italiani. Valori e disvalori nella storia nazionale, Gaspari Editore, Udine, 1997.
- Religioni, simboli, società: sul fondamento umano dell'esperienza religiosa (con Marcello Massenzio), Feltrinelli, Milano, 1998.
- Gli italiani in Europa. Profilo storico comparato delle identità nazionali europee, Il Mulino, Bologna, 1999.
- Per un dialogo fra la ragione e la fede, Leo S. Olschki, Firenze, 2000.
- Le grandi religioni a confronto. L'età della globalizzazione, Feltrinelli, Milano, 2002.

### Opere disponibili on-line

#### Articoli e interviste
- Identità etniche, https://web.archive.org/web/20091004210216/http://www.emsf.rai.it/biografie/anagrafico.asp?d=328
- Una religione civile per l'Italia d'oggi, https://web.archive.org/web/20091004210216/http://www.emsf.rai.it/biografie/anagrafico.asp?d=328
- Il crogiolo, https://web.archive.org/web/20091004210216/http://www.emsf.rai.it/biografie/anagrafico.asp?d=328
- L'esperienza dei valori, https://web.archive.org/web/20091004210216/http://www.emsf.rai.it/biografie/anagrafico.asp?d=328
- Identità etniche e valori universali, https://web.archive.org/web/20091004210216/http://www.emsf.rai.it/biografie/anagrafico.asp?d=328
- Modelli concettuali antropologici per un discorso interdisciplinare tra psichiatria e scienze sociali, in: Psicoterapia e scienze umane, N. 1, Anno 1967 e N. 1, Anno 1975, https://polser.wordpress.com/2009/02/25/carlo-tullio-%e2%80%93-altan-modelli-concettuali-antropologici-per-un-discorso-interdisciplinare-tra-psichiatria-e-scienze-sociali-in-psicoterapia-e-scienze-umane-n-1-1967-e-n-1-1975/[collegamento interrotto]

## Citazioni
- «Per la destra l'antropologia è roba per selvaggi; la sinistra pensa solo all'economia; altri sono ancorati a schemi anglosassoni, che vedono le strutture politiche come realtà a sé», da un'intervista rilasciata a Paolo Rumiz e pubblicata in La secessione leggera, Roma, Editori Riuniti, 1997, p. 202.